# Стойо Костов
Стойо Костов Топалов, известен като Дядо Стойо войвода, Стойо Скрижовски или Скрижевски, е български хайдутин и революционер, войвода на Македонския комитет.

## Биография
Стойо Костов е роден в зъхненското село Скрижово, тогава в Османската империя, днес Скопия, Гърция, в 1846 или 1855 година. През 1875 година става хайдутин в четата на Куку войвода. По-късно е самостоятелен харамийски войвода и действа срещу турски разбойнически банди в района на планините Боздаг, Църна гора и Алиботуш. Занимава се главно с отвличания срещу откуп на богати търговци, главно гърци и гъркомани. Научава се да чете и пише в планината.
Участва в Кресненско-Разложкото въстание с чета от 40 души. След погрома му се заселва със семейството си в Дупница.
През 1885 година заедно с четата си е доброволец в Сръбско-българската война в отряда на капитан Коста Паница.
За него Васил Кънчов пише в съчиненията си следното:
| „ | Той е умен и извънредно предпазлив войвода. Води със себе си малка чета — най-много до 10 души. Другарите му са строго дисциплинирани. Ноще обикновено пътуват, дене спят половината и половината пазят. Нито огън, нито пушене тютюн се позволява нощя. Ходене по чужди жени е забранено със смъртно наказание. Грабежът от обикновени пътници или от овчари, или от села, без разлика на вяра, е строго забранено в тая дружина. Наказанията са: или изпъждане из дружината, или смърт. Смъртните присъди изпълнявал един старец, най-ближният на войводата. Всичката тая уредба е направила, щото населението от планините да е вярно на войводата. | “ |

В 1895 година е привлечен от Македонския комитет за участие в Четническата акция. Оглавява трета „Сярска дружина“, в която влизат около 200 четници. Още при преминаване на границата обаче между Дядо Стойо и офицерите настъпва конфликт, тъй като старият харамийски войвода не се съобразява със заповедите на Комитета. По тази причина офицерите Димитър Жостов, Димитър Думбалаков и други напускат отряда и той навлиза в Османската империя без пълномощно на Комитета. Дядо Стойо превежда незабелязано отряда до Доспат и голямото помашко село е нападнато и опожарено, като 40 от жителите му са убити, а някои богати доспатлии са обрани – всичко противно на инструкциите, които Комитетът дава на харамийските войводи.
Кирил Пърличев, четник в отряда, описва войводата Стойо и другарите му:
| „ | Все отборъ юнаци, мнозина отъ които следъ цвѣтисти и въ изобилно количество юнашки псувни и закани срещу турцитѣ, изказваха своеобразно и своитѣ чувства къмъ кадънитѣ. Успоредно съ това, не единъ пѫть тѣ се провикваха, галейки самоувѣрено своята пушка бойлия: „Ехъ бабамъ! Я кемеръ долусу, я хендекъ долусу!” (или кемерътъ или нѣкой долъ да се напълни). | “ |

Още същата нощ след опожаряването на Доспат дядо Стойо се отделя от отряда си с 16 свои четници и продължава към Сярско, за да отвлече един богат турски чифликчия от Алистрат. При нападението на чифлика през август войводата Дядо Стойо загива и четата се разпръсва. Помощник-войводата му Кръстьо Захариев се връща, напада отново чифлика, съсича на малки парчета тялото на войводата и ги пръсва из полето, за да не се разбере за смъртта на стария войвода, страшилище за турците в региона.